# Masmedia
Masmedia je bila hrvatska izdavačka kuća za stručne i poslovne knjige koju je 1990. osnovao Stjepan Andrašić, bivši glavni urednik Večernjeg lista. Tvrtka je bila izvorni izdavač Poslovnog dnevnika, a objavljivala je i visokoškolske udžbenike, prijevode stranih naslova i stručne časopise. U prvih 15 godina poslovanja tvrtka je objavila više od 200 knjiga iz raznih poslovnih područja (ekonomija, bankarstvo, građevinarstvo, elektroprivreda, automobilizam), kao i rječnike i leksikone.
Stečaj nad tvrtkom otvoren je 2014., a konačno zaključen u lipnju 2017. godine. Njen je stečajni upravitelj 2019. prijavio imovinu od oko 1500 neprodanih knjiga, uglavnom starijih izdanja koje se prodaju po niskoj cijeni, i to najviše reciklažnim tvrtkama.